# Paul McAllister
Pour les articles homonymes, voir McAllister.
Paul McAllister (parfois crédité Paul MacAllister) est un acteur américain, né le 30 juin 1875 à New York — Arrondissement de Brooklyn (État de New York), mort le 8 juin 1955 à Santa Monica (Californie).

## Biographie

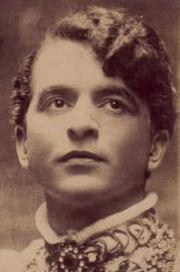
En 1908

Paul McAllister débute au théâtre et joue notamment à Broadway entre 1898 et 1925, dans six pièces, une comédie musicale (1898-1899) et une revue (1918). Mentionnons Elle s'abaisse pour vaincre (en) d'Oliver Goldsmith, son avant-dernière pièce à Broadway en 1924, avec notamment Harry Beresford, Elsie Ferguson, Helen Hayes, J. M. Kerrigan, Selena Royle et Basil Sydney.
Au cinéma, il apparaît pour la première fois dans un court métrage sorti en 1913. Suivent trente-huit autres films américains (les deux-tiers muets), le dernier étant Le docteur se marie d'Alexander Hall (avec Loretta Young et Ray Milland), sorti en 1940.
Citons également La Casaque verte de Maurice Tourneur (1917, avec Irving Cummings), Beau Geste d'Herbert Brenon (1926, avec Ronald Colman dans le rôle-titre), L'Arche de Noé de Michael Curtiz (1928, où il interprète Noé, aux côtés de Dolores Costello et George O'Brien), L'Inspiratrice de Clarence Brown (1931, avec Greta Garbo et Robert Montgomery), Beau Ideal d'Herbert Brenon (remake de Beau Geste pré-cité, 1931, avec Ralph Forbes et Irene Rich), ou encore Marie Stuart de John Ford (son avant-dernier film, 1936, avec Katharine Hepburn dans le rôle-titre).

## Théâtre (sélection)

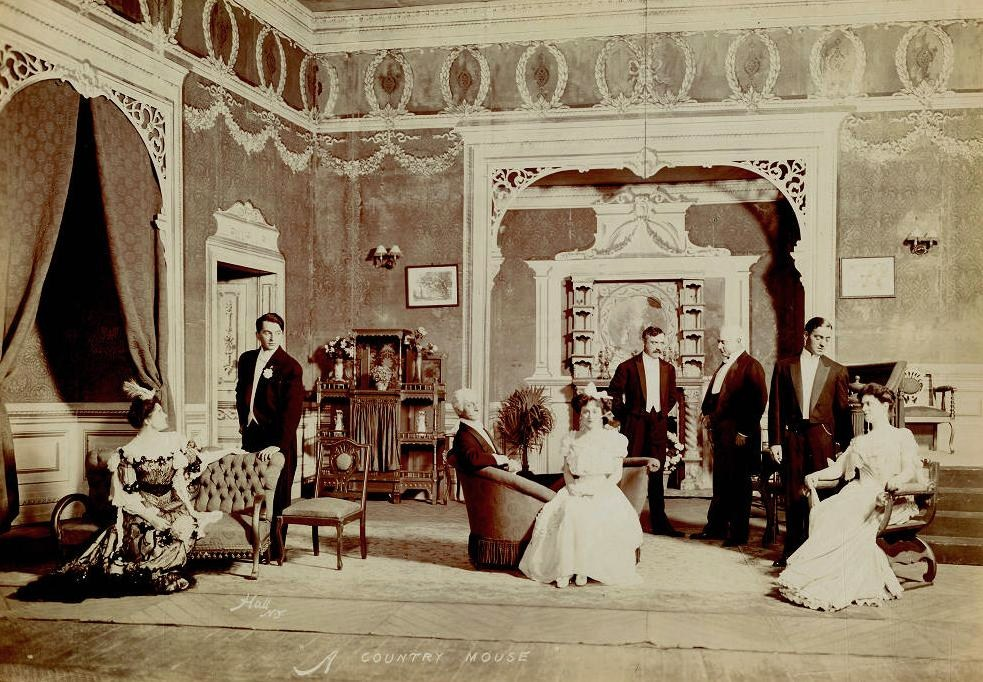
Debout à g., avec Edna Wallace Hopper assise au centre, dans A Country Mouse (1905, photo promotionnelle)

(pièces, à Broadway, sauf mention contraire)
- 1898-1899 : A Runaway Girl, comédie musicale, musique d'Ivan Caryll et Lionel Monckton, lyrics d'Aubrey Hopwood et Harry Greenbank, livret de Seymour Hicks et Harry Nicholls : Sir William Hake
- 1899 : La Dame de chez Maxim (The Girl from Maxim's) de Georges Feydeau, adaptation produite par Charles Frohman
- 1900-1901 : Richard Carvel, adaptation par Edvard Everett Rose du roman éponyme de Winston Churchill, produite par Charles Frohman : Révérend Bennett Allen
- 1905 : A Country Mouse d'Arthur Carr (Seattle)
- 1908 : Le Diable (The Devil) de Ferenc Molnár, adaptation d'Oliver Herford : Karl Mahler
- 1918 : Yip Yip Yaphank, revue, musique, lyrics et livret d'Irving Berlin
- 1921 : Don Juan de Lawrence Langner, d'après L'Homme à la rose d'Henri Bataille : Duc de Nunez
- 1924 : Elle s'abaisse pour vaincre (She Stoops to Conquer) d'Oliver Goldsmith, décors de Norman Bel Geddes : George Hastings
- 1925 : La Grande Duchesse et le Garçon d'étage (The Grand Duchess and the Waiter) d'Alfred Savoir, adaptation et mise en scène de Frank Reicher : Grand Duc Paul

## Filmographie partielle

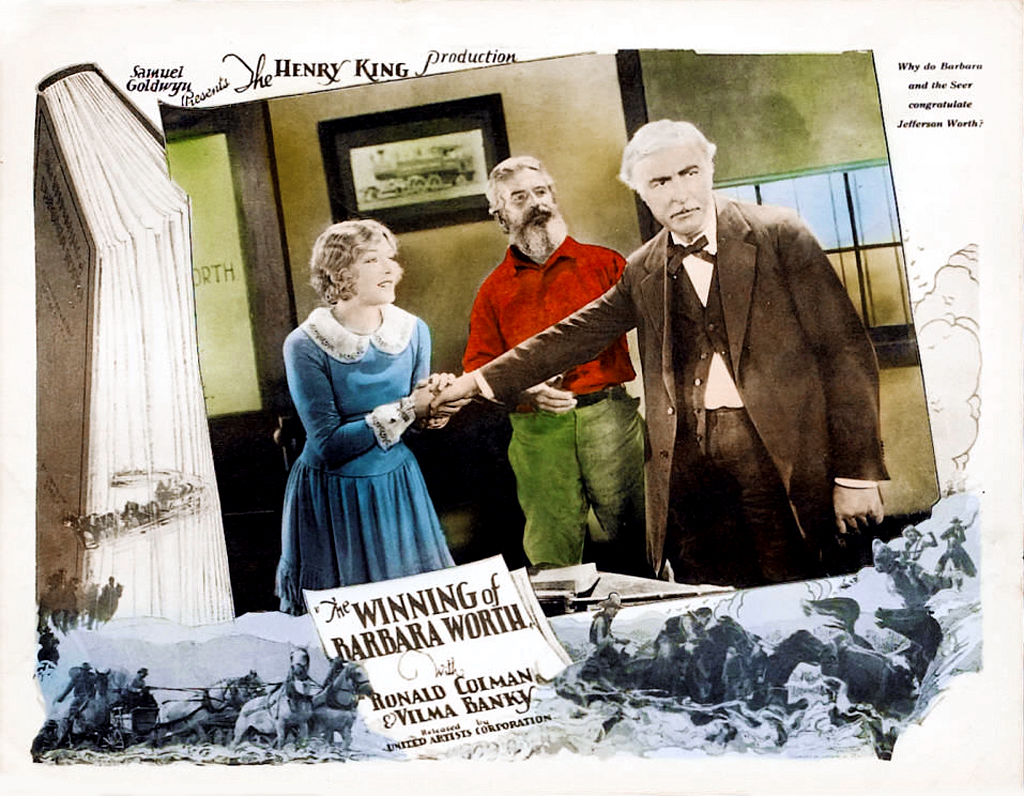
Avec Vilma Bánky et Charles Lane (à d.), dans La Conquête de Barbara Worth (1926, poster promotionnel)

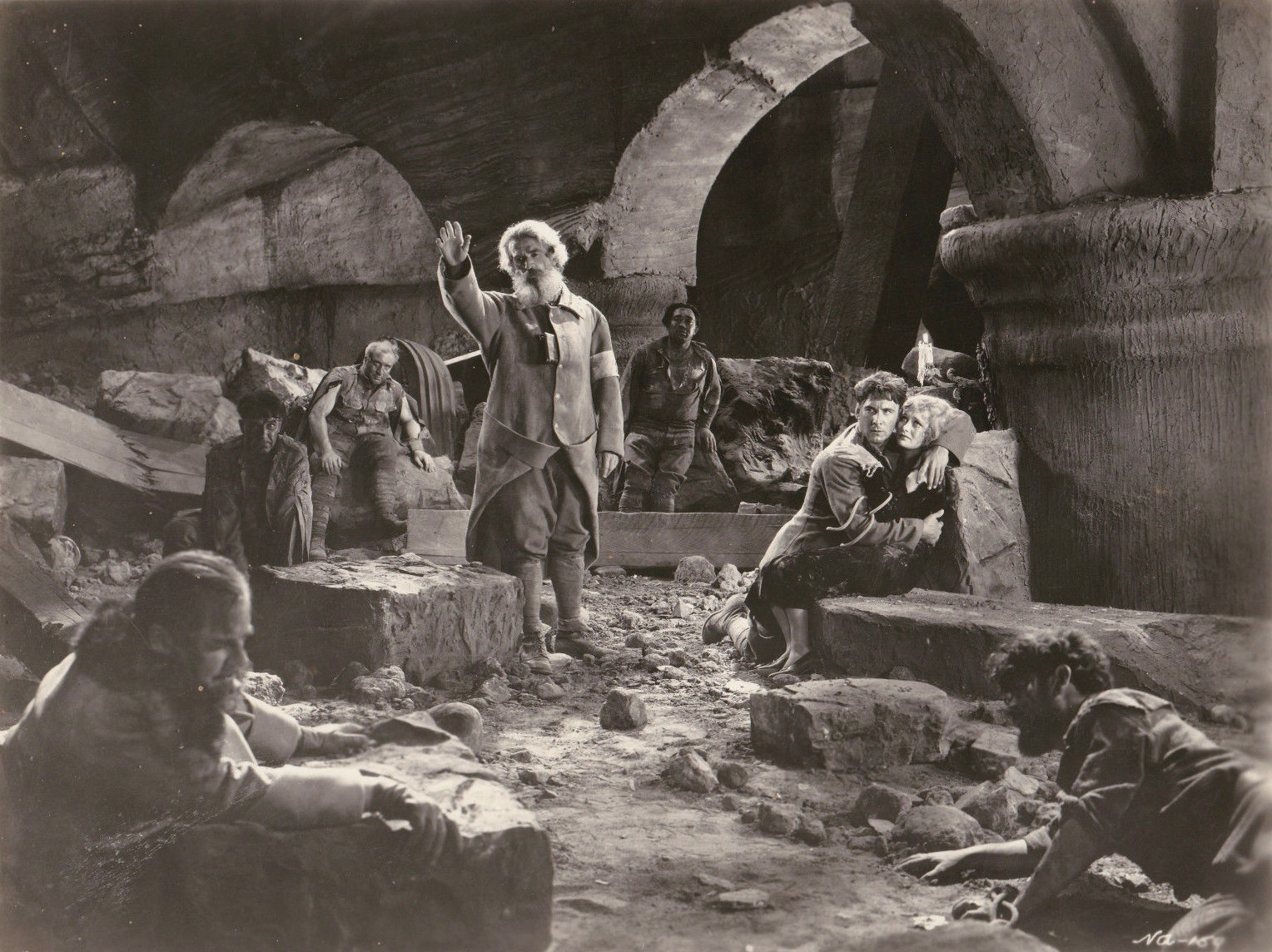
Debout, avec George O'Brien et Dolores Costello enlacés, dans L'Arche de Noé (1928, photo promotionnelle)

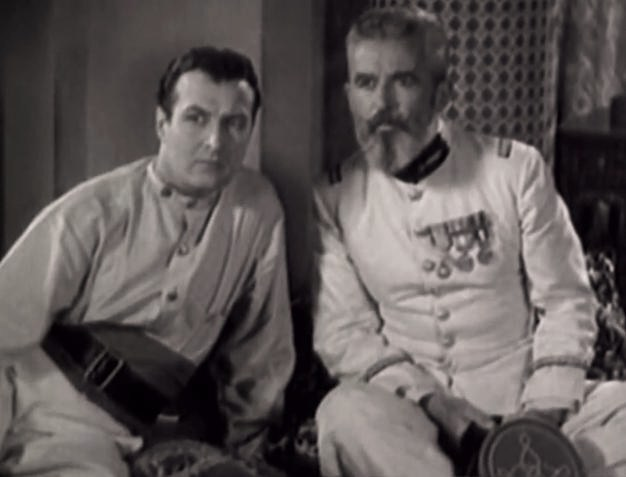
Avec Lester Vail (à g.), dans Beau Ideal (1931)

- 1913 : Two Little Kittens de Charles M. Seay : le propriétaire de l'hôtel
- 1914 : The Scales of Justice de Thomas N. Heffron : Robert Darrow
- 1915 : The Man Who Found Himself de Frank Hall Crane : Frederick Payton
- 1915 : Hearts in Exile de James Young : Ivan Mikhail
- 1915 : The Money Master (en) de George Fitzmaurice : Moran
- 1915 : Télégraphie sans fil (Via Wireless) de George Fitzmaurice : Marsh
- 1915 : Trilby de Maurice Tourneur : Gecko
- 1916 : His Brother's Wife d'Harley Knoles : Richard Barton
- 1917 : La Casaque verte (The Whip) de Maurice Tourneur : baron Sartoris
- 1921 : Le Signe sur la porte (The Sign on the Door) d'Herbert Brenon : « Rud » Whiting, procureur général
- 1921 : Forever (en) de George Fitzmaurice : M. Seraskier
- 1922 : A Stage Romance d'Herbert Brenon : Comte Koefeld
- 1922 : Le Foyer en péril (What's Wrong with the Women?) de Roy William Neill : John Mathews
- 1923 : Celles qui souffrent (You Can't Fool Your Wife) de George Melford : Dr Konrad Saneck
- 1923 : Christopher Columbus d'Edwin L. Hollywood : le roi Jean II du Portugal
- 1923 : Jamestown d'Edwin L. Hollywood : don Diego de Molina
- 1924 : Yolanda de Robert G. Vignola : Jules d'Humbercourt
- 1924 : The Moral Sinner de Ralph Ince : général Berton
- 1924 : The Lone Wolf de Stanner E. V. Taylor : comte de Morbihan
- 1924 : Tricheuse (Manhandled) d'Allan Dwan : Paul Garretson
- 1924 : For Woman's Favor d'O.A.C. Lund : Le loup
- 1926 : Beau Geste d'Herbert Brenon : Saint André
- 1926 : La Conquête de Barbara Worth (The Winning of Barbara Worth) de Henry King : Henry Lee, le voyant
- 1927 : Monsieur... Mademoiselle (She's a Sheik) de Clarence G. Badger : Sheik Yusif Ben Amad
- 1927 : Après la tourmente (Sorrell and Son) d'Herbert Brenon : Dr Orange
- 1928 : Deux braves poltrons (The Big Killing) de F. Richard Jones : Hicks, le vieil homme
- 1928 : L'Arche de Noé (Noah's Ark) de Michael Curtiz et Darryl F. Zanuck : l'aumônier militaire / Noé
- 1929 : Evangeline d'Edwin Carewe : Benedict Bellefontaine
- 1930 : Le Cas du sergent Grischa (The Case of Sergeant Grischa) d'Herbert Brenon : caporal Sacht
- 1931 : Beau Ideal d'Herbert Brenon : sergent Frédéric
- 1931 : L'Inspiratrice (Inspiration) de Clarence Brown : Jouvet, l'artiste
- 1932 : Cock of the Air (en) de Tom Buckingham : gentilhomme
- 1934 : Judge Priest de John Ford : « Doc » Lake
- 1935 : Mystery Woman (en) de Eugene Forde : Benton
- 1936 : Le Rayon invisible (The Invisible Ray) de Lambert Hillyer : Papa LaCosta
- 1936 : Je n'ai pas tué Lincoln (The Prisoner of Shark Island) de John Ford : le docteur
- 1936 : Marie Stuart (Mary of Scotland) de John Ford : du Croche
- 1940 : Le docteur se marie (The Doctor Takes a Wife) d'Alexander Hall : Dean Lawton